# Timbang Lawan (Bohorok)
Timbang Lawan is een bestuurslaag in het regentschap Langkat van de provincie Noord-Sumatra, Indonesië. Timbang Lawan telt 4115 inwoners (volkstelling 2010).